# Onthophagus aeremicans
Onthophagus aeremicans là một loài bọ cánh cứng trong họ Bọ hung (Scarabaeidae).